# プラチナム・レコード
プラチナム・レコード (Platinum Records) は、1992年4月1日にYOSHIKI（X JAPAN）が設立したレコードレーベル。会社名はジャパンミュージックエージェンシー（Japan Music Agency）。制作・発売元はポリドール株式会社（現：ユニバーサルミュージック合同会社）、流通・販売業務は親会社のポリグラム株式会社（現:ユニバーサルミュージック）株式会社が担当していた。

## 概要
- エクスタシー・レコードでリリースしたアーティストが次々とメジャー・デビューしてしまう為、YOSHIKIが自ら設立したメジャー・レコード・レーベルである。黒夢がエクスタシー・レコードに決まっていたが、同じ週に東芝EMIから契約の打診があり、結局黒夢が東芝EMIと契約してしまったのが決定打となり、「メジャーレーベルを作った方がいいのか」と思い悩んだのが始まりだった[1]。
- レーベル名はアメリカで100万枚を売り上げたレコードを意味する「プラチナム」に由来する[1]。所属第1号アーティストはGLAYで、ほかにDear、Breath、RAMARが所属した。
- 経費はYOSHIKIの自費にポリグラムの前払いでまかなっていた[1]。
- ギャランティは月給にプラスしてアーティスト印税（売上中1～3％）だった[1]。
- 1998年にGLAYが、翌1999年にBreathとRAMARが本レーベルからアンリミテッド・レコード[2]に移動・転籍する。
- 1999年9月15日を以てポリドールとの販売受託契約が満了したことで、プラチナム・レコードから発売されていた作品は全商品廃盤となった[3]。
- 2000年エクスタシー・ジャパンが設立された際にレーベルが移管され、工藤静香の「深紅の花」は本レーベルより発表されている。
- 2001年2月から6月にかけて、GLAYの本レーベル在籍時の旧譜作品(CD/DVD)がエクスタシー・ジャパンから再発売されている[4]。
- 2001年9月に『GLAY BEST VIDEO CLIPS 1994-1998』が発売されて以降、本レーベルからの新譜は発売されていない[5]。
- 後に発足した芸能事務所のプラチナムプロダクションや、ジャパン・ミュージックエンターテインメントとは無関係。

## 在籍していたアーティスト
- GLAY
- Dear
- Breath
- RAMAR

etc…